# Olympus OM-1
De Olympus OM-1 is een analoge spiegelreflexcamera. De camera werd vanaf 1972 geproduceerd door Olympus Corporation en was onderdeel van het uitgebreide Olympus OM-programma en is zestien jaar lang in productie geweest.

## Inleiding
Olympus heeft in de jaren zestig altijd een eigen koers gevolgd met zogenaamd halfkleinbeeldcamera’s (24x18), die onder de typeaanduiding “PEN” op de markt verschenen.
Eind jaren zestig maakte Olympus de stap naar volwaardig kleinbeeld (24x36). Eerst met enkele 35mm-zoekercamera’s, waarvan de Olympus Trip 35 de bekendste is. Pas in 1971 bracht Olympus voor het eerst een kleinbeeldspiegelreflexcamera uit, onder de typeaanduiding “FTL”. De Olympus FTL was een conventionele camera met verwisselbare optiek op basis van universele P-draad. Waarom Olympus de FTL in de markt heeft gezet, is voor velen onduidelijk; slechts een jaar later namelijk kwam Olympus met de zeer innovatieve M-1, die kort daarna omgedoopt werd in OM-1.

## Het initiatief
Olympus ontwerper Yoshihisa Maitani (1933 - 2009) had zich er in der tijd over verbaasd dat compactheid van producten, zowel binnen de industrie als bij het grote publiek, niet gezien werd als meerwaarde. Groot en zwaar was synoniem voor degelijk. Ondanks dit dogma werd het M(aitani)-1 project goedgekeurd, waarbij het doel was een zo compact en licht mogelijke systeemcamera te ontwikkelen met een hoger bedieningsgemak, zonder enige concessie in kwaliteit. Maitani had 5 jaar gevraagd om het hele programma, bestaande uit tientallen objectieven, motordrives en flitsers te ontwerpen en te ontwikkelen.

## Introductie
Op 20 juli 1972 werd de Olympus M-1 geïntroduceerd in Japan en in september van dat jaar vond de introductie voor de rest van de wereld plaats tijdens de toonaangevende fotobeurs photokina in Duitsland. Medewerkers van Leitz kwamen naar de Olympus-stand en protesteerden tegen het gebruik van de letter M in de typeaanduiding. Sinds 1954 gebruikte Leitz de M voor haar complete serie zoekercamera’s. Ter voorkoming van handelsmerkschending werd besloten de letter O (van Olympus) toe te voegen. De beslissing was binnen een uur genomen. De M-1 heette voortaan OM-1 en alle niet geassembleerde bovenplaten werden vernietigd. Slechts 5000 OM-1’s zijn de markt ingegaan als M-1. Beide typen zijn exact identiek, wat echter niet gezegd kan worden over de huidige tweedehands marktwaarde. De Olympus M-1 is een gewild verzamelaarsobject geworden.
Wonderlijk genoeg kwam Chinon dat jaar ook uit met een M-1, maar omdat het hier om een redelijk conventionele camera ging, ontsprong Chinon de “handelsmerkendans”.

## Karakteristieken
De OM-1 is een handbediende mechanische camera met horizontaal aflopende spleetsluiter, wisseloptiek en ingebouwde lichtmeting. De OM-1 was de meest compacte en lichtste systeemcamera van dat moment, en zou dat jaren blijven. Verdere innovaties waren de opvallend geslaagde demping van het gehele ontspanproces (spiegelopvang en sluitergeruis). Een schokdemper op luchtdruk ving de opklappende spiegel op. Voorts was er de extreem nauwkeurige zoekerbegrenzing van 97%.
De opgeklapte spiegel werd gebruikt om het prismahuis volledig lichtdicht af te sluiten tijdens de opname, waardoor een zoekersluiter (ter voorkoming van strooilicht bij lange opnamen) kon vervallen. In een prille recensie werd echter beweerd dat het ontbreken van deze ingebouwde zoekersluiter een minpunt van de OM-1 was. Dit kon gebeuren doordat Olympus daar alleen in de servicedocumentatie uitleg over had gegeven, en niet in de handleiding of de brochures.
Opvallend was ook de plaatsing van de bedieningsorganen voor filmgevoeligheid en sluitertijd: de sluitertijdenknop, die normaal bovenop zit, was nu een instelring rond de OM- bajonetvatting. Zodoende kon de hand van de fotograaf rond het objectief blijven, zoals het hoort volgens ontwerper Maitani. Verder was het matglas zeer eenvoudig te vervangen door een ander type, uit een assortiment van 13 stuks.
Ondanks alle innovaties werd de camera met gemengde gevoelens ontvangen. Vakpers en publiek waren inderdaad sceptisch ten aanzien van de compactheid. De camera werd door velen als “iel” ervaren; dat de bedieningsorganen zelfs groter waren dan bij de concurrentie deed daar niets aan af.
Het was eigenlijk pas de komst van de OM-2, twee jaar later, die de innovaties van de OM-1 opnieuw onder de aandacht bracht. Vooral de verhuizing van de sluitertijdenknop vond pas later waardering.
In 1974 verscheen de OM-1 in een nieuwe variant: de OM-1 MD, die geschikt was gemaakt voor toepassing van een motordrive door een gewijzigde bodemplaat. Deze wijziging was rechtstreeks overgenomen van de bijna productierijpe Olympus OM-2. Bezitters van de prille OM-1 konden hun camera voor een gering bedrag laten ombouwen tot een OM-1 MD. Voor de handel bleef de camera overigens gewoon Olympus OM-1 heten.
De OM-1 onderging in de loop van 1979 weer een aantal wijzigingen, wat ditmaal tot uitdrukking werd gebracht door de typeaanduiding te wijzigen in OM-1N. De status van de flitser is nu zichtbaar in de zoeker.

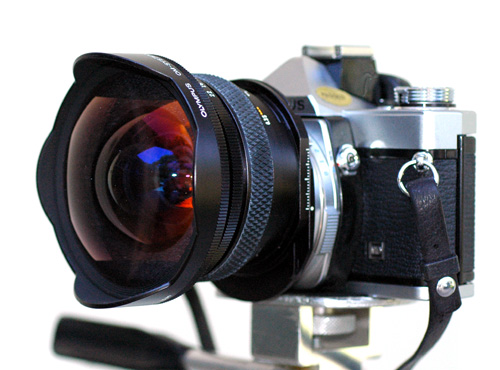
Olympus OM-1N met een Zuiko 24mm Shift objectief
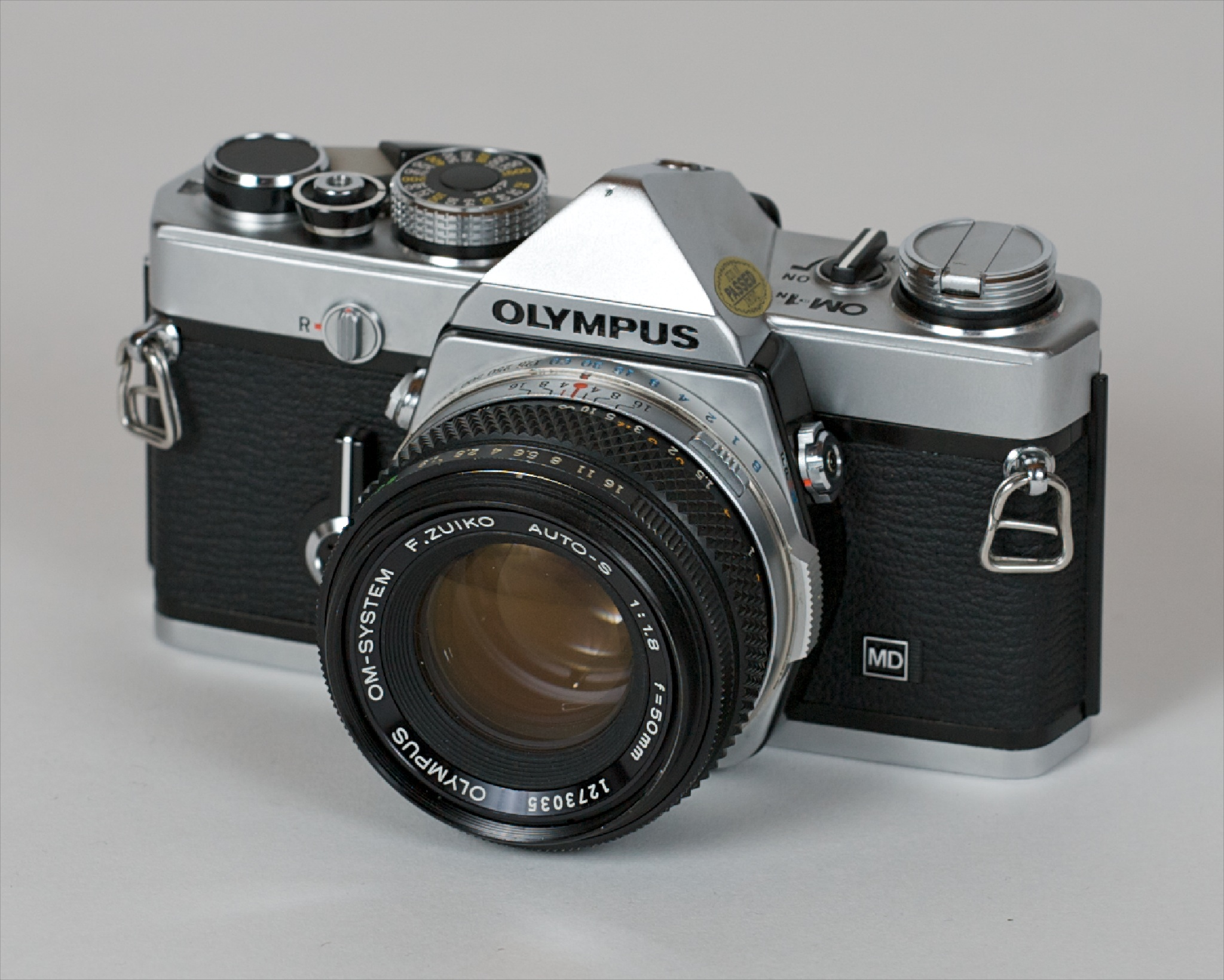
OM-1N
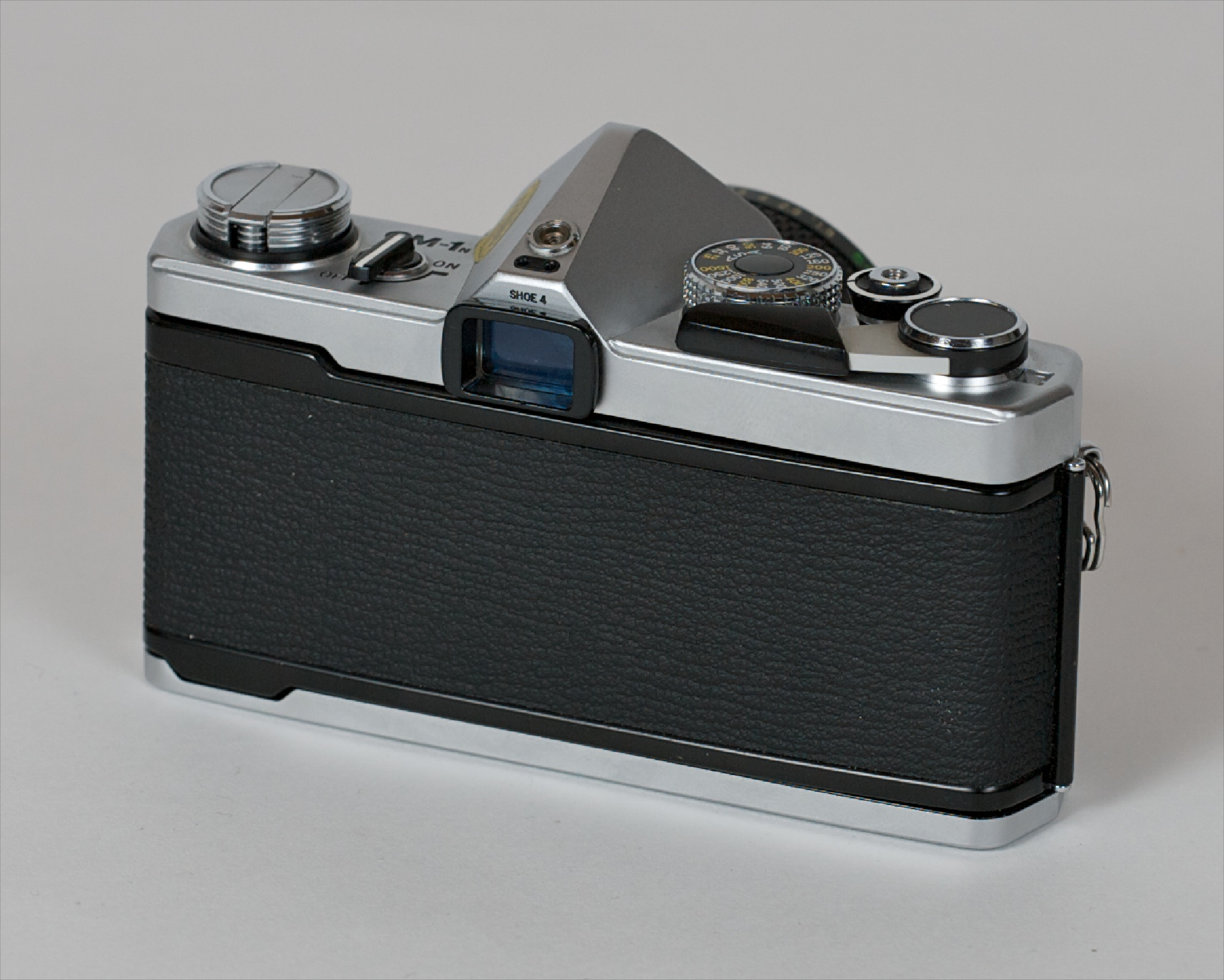
OM-1N